# Sander vitreus
Sander vitreus (tên tiếng Anh: Walleye) là một loài cá nước ngọt thuộc họ Cá vược. Đây là loài bản địa của Canada và Bắc Hoa Kỳ.
Walleyes dài khoảng 80 cm, và nặng tới 9 kg. Kích thước kỷ lục được ghi nhận là dài 107 cm và cân nặng 11,3 kg.